# Gunnarea gaimardi
Gunnarea gaimardi is een borstelworm uit de familie Sabellariidae. Het lichaam van de worm bestaat uit een kop, een cilindrisch, gesegmenteerd lichaam en een staartstukje. De kop bestaat uit een prostomium (gedeelte voor de mondopening) en een peristomium (gedeelte rond de mond) en draagt gepaarde aanhangsels (palpen, antennen en cirri).
Gunnarea gaimardi werd in 1848 voor het eerst wetenschappelijk beschreven door Armand de Quatrefages.